# 小涧镇
小涧镇，是中华人民共和国安徽省亳州市蒙城县下辖的一个乡镇级行政单位。

## 行政区划
小涧镇下辖以下地区：
小涧社区、郭店社区、西王集社区、双楼村、赵塘村、蔡海村、窑山村、狼山村、灵山村、吴圩村、新太平村、红城村、齐山村和尖山村。